# 東京漫才の殿堂
東京漫才の殿堂（とうきょうまんざいのでんどう）とは、東京漫才の発展に貢献した漫才師をたたえるため、漫才協会により制定された制度。毎年選考委員により選定。同年の漫才大会にて殿堂入りが発表され、往時のVTRが放映されたり、会場内に資料の展示が行われる。
経緯は不明だが、2012年を最後に発表されていない。

## 選考委員
- 澤田隆治

## 過去の受賞者
- 第1回（2008年度）
  - リーガル千太・万吉
  - コロムビア・トップ・ライト
  - 松鶴家千代若・千代菊
  - Wけんじ
- 第2回（2009年度）
  - 獅子てんや・瀬戸わんや
  - 青空千夜・一夜
- 第3回（2010年度）
  - 晴乃チック・タック
  - 春日三球・照代
- 第4回（2011年度）
  - 星セント・ルイス
  - Wエース
- 第5回（2012年度）
  - リーガル天才・秀才